# Orthogeomys
Genre
Orthogeomys est un genre de rongeurs d'Amérique, faisant partie de la famille des Geomyidae qui comporte des petits mammifères appelés gaufres ou rats à poche, c'est-à-dire à abajoues.
Ce genre a été décrit pour la première fois en 1895 par un zoologiste américain, Clinton Hart Merriam (1855-1942). Certains auteurs distinguent des sous-genres.

## Liste des sous-genres et espèces
Selon Mammal Species of the World (version 3, 2005)  (1 juin 2016) et ITIS (1 juin 2016) :
- sous-genre Orthogeomys (Heterogeomys) Merriam, 1895 
  - Orthogeomys hispidus (Le Conte, 1852)
  - Orthogeomys lanius (Elliot, 1905)
- sous-genre Orthogeomys (Macrogeomys) Merriam, 1895 
  - Orthogeomys cavator (Bangs, 1902)
  - Orthogeomys cherriei (J. A. Allen, 1893)
  - Orthogeomys dariensis (Goldman, 1912)
  - Orthogeomys heterodus (Peters, 1865)
  - Orthogeomys matagalpae (J. A. Allen, 1910)
  - Orthogeomys thaeleri Alberico, 1990
  - Orthogeomys underwoodi (Osgood, 1931)
- sous-genre Orthogeomys (Orthogeomys) Merriam, 1895 
  - Orthogeomys cuniculus Elliot, 1905
  - Orthogeomys grandis (Thomas, 1893)- Gauphre à poche géant

Selon NCBI (1 juin 2016) :
- Orthogeomys cavator
- Orthogeomys cherriei
- Orthogeomys cuniculus
- Orthogeomys dariensis
- Orthogeomys grandis
- Orthogeomys heterodus
- Orthogeomys hispidus
- Orthogeomys lanius
- Orthogeomys matagalpae
- Orthogeomys thaeleri
- Orthogeomys underwoodi

Selon Paleobiology Database (1 juin 2016) :
- Orthogeomys grandis
- Orthogeomys hispidus
- Orthogeomys onerosus
- Orthogeomys propinetis